# Marolles-en-Hurepoix
Marolles-en-Hurepoix és un municipi francès, situat al departament de l'Essonne i a la regió de Illa de França. L'any 2007 tenia 4.740 habitants.
Forma part del cantó de Brétigny-sur-Orge i del districte de Palaiseau. I des del 2016 de la Comunitat d'aglomeració Cœur d'Essonne.

## Demografia

### Població
El 2007 la població de fet de Marolles-en-Hurepoix era de 4.740 persones. Hi havia 1.776 famílies, de les quals 392 eren unipersonals (148 homes vivint sols i 244 dones vivint soles), 512 parelles sense fills, 728 parelles amb fills i 144 famílies monoparentals amb fills.
La població ha evolucionat segons el següent gràfic:
Habitants censats

### Habitatges
El 2007 hi havia 1.891 habitatges, 1.803 eren l'habitatge principal de la família, 22 eren segones residències i 66 estaven desocupats. 1.455 eren cases i 415 eren apartaments. Dels 1.803 habitatges principals, 1.362 estaven ocupats pels seus propietaris, 403 estaven llogats i ocupats pels llogaters i 38 estaven cedits a títol gratuït; 54 tenien una cambra, 158 en tenien dues, 245 en tenien tres, 409 en tenien quatre i 937 en tenien cinc o més. 1.486 habitatges disposaven pel capbaix d'una plaça de pàrquing. A 823 habitatges hi havia un automòbil i a 804 n'hi havia dos o més.

### Piràmide de població
La piràmide de població per edats i sexe el 2009 era:
| Homes | Edats   | Dones |
| ----- | ------- | ----- |
| 0     | 95 o +  | 0     |
| 4     | 90 a 94 | 12    |
| 8     | 85 a 89 | 32    |
| 8     | 80 a 84 | 36    |
| 40    | 75 a 79 | 28    |
| 56    | 70 a 74 | 48    |
| 80    | 65 a 69 | 64    |
| 132   | 60 a 64 | 112   |
| 196   | 55 a 59 | 136   |
| 192   | 50 a 54 | 200   |
| 176   | 45 a 49 | 204   |
| 132   | 40 a 44 | 148   |
| 168   | 35 a 39 | 196   |
| 192   | 30 a 34 | 188   |
| 184   | 25 a 29 | 164   |
| 136   | 20 a 24 | 168   |
| 224   | 15 a 19 | 164   |
| 184   | 10 a 14 | 136   |
| 156   | 5 a 9   | 136   |
| 140   | 0 a 4   | 112   |

## Economia
El 2007 la població en edat de treballar era de 3.163 persones, 2.327 eren actives i 836 eren inactives. De les 2.327 persones actives 2.189 estaven ocupades (1.144 homes i 1.045 dones) i 138 estaven aturades (60 homes i 78 dones). De les 836 persones inactives 305 estaven jubilades, 359 estaven estudiant i 172 estaven classificades com a «altres inactius».

### Ingressos
El 2009 a Marolles-en-Hurepoix hi havia 1.828 unitats fiscals que integraven 4.882 persones, la mediana anual d'ingressos fiscals per persona era de 25.072 €.

### Activitats econòmiques
Dels 140 establiments que hi havia el 2007, 3 eren d'empreses extractives, 1 d'una empresa alimentària, 4 d'empreses de fabricació de material elèctric, 1 d'una empresa de fabricació d'elements pel transport, 6 d'empreses de fabricació d'altres productes industrials, 27 d'empreses de construcció, 19 d'empreses de comerç i reparació d'automòbils, 7 d'empreses de transport, 5 d'empreses d'hostatgeria i restauració, 3 d'empreses d'informació i comunicació, 7 d'empreses financeres, 8 d'empreses immobiliàries, 25 d'empreses de serveis, 16 d'entitats de l'administració pública i 8 d'empreses classificades com a «altres activitats de serveis».
Dels 42 establiments de servei als particulars que hi havia el 2009, 1 era una gendarmeria, 1 oficina de correu, 2 oficines bancàries, 1 taller de reparació d'automòbils i de material agrícola, 2 autoescoles, 3 paletes, 3 guixaires pintors, 6 fusteries, 4 lampisteries, 3 electricistes, 3 empreses de construcció, 3 perruqueries, 2 veterinaris, 3 restaurants, 4 agències immobiliàries i 1 saló de bellesa.
Dels 5 establiments comercials que hi havia el 2009, 1 era un hipermercat, 1 una botiga de menys de 120 m², 2 botigues de material esportiu i 1 una joieria.

## Equipaments sanitaris i escolars
Els 2 equipaments sanitaris que hi havia el 2009 eren farmàcies.
El 2009 hi havia 2 escoles maternals i 1 escola elemental. Marolles-en-Hurepoix disposava d'un col·legi d'educació secundària amb 681 alumnes.

## Poblacions més properes
El següent diagrama mostra les poblacions més properes.